# Surinam na Letnich Igrzyskach Olimpijskich 1968
Surinam na Letnich Igrzyskach Olimpijskich 1968 reprezentował jeden zawodnik. Był to 2. start reprezentacji Surinamu na letnich igrzyskach olimpijskich.

## Skład kadry

### Lekkoatletyka

#### Mężczyźni
| Zawodnik     | Konkurencja | Eliminacje | Eliminacje | Ćwierćfinały | Ćwierćfinały | Półfinał | Półfinał | Finał | Finał   | Źródło |
| Zawodnik     | Konkurencja | Czas       | Pozycja    | Czas         | Pozycja      | Czas     | Pozycja  | Czas  | Pozycja | Źródło |
| ------------ | ----------- | ---------- | ---------- | ------------ | ------------ | -------- | -------- | ----- | ------- | ------ |
| Eddy Monsels | 100 m       | 10,4       | 5. (q)     | 10,4         | 8.           | NQ       | NQ       | NQ    | NQ      | [ 1 ]  |